# Queen of My Heart
«Queen of My Heart» (en español: «Reina de mi corazón») es es título de una balada interpretada por la boy band irlandesa Westlife, incluida en su tercer álbum de estudio, World of Our Own (2001), La canción fue escrita por John McLaughlin, coescrita por Wayne Hector, Steve Mac y Steve Robson y producida por Mac. Las compañías discográficas RCA Records y BMG Music la lanzó el 1 de octubre de 2001 como el sencillo principal del álbum. La canción se convirtió en el noveno número 1 en el Reino Unido, donde fue además el 23.º sencillo más vendido, también en 2001. La canción ha recibido una certificación de plata por sus ventas —más de 200 000 copias— en el Reino Unido.

## Video musical
El video fue filmado en un castillo, donde Shane y Kian están en uno de los cuartos, Mark y Nicky en otro de los cuartos y Brian se encuentra sentado solo en la escalera. Durante el video, Nicky corta su pelo, quedando con la cabeza rapada al igual que David Beckham. En el final del vídeo, aparecen muchos fanes alrededor de la banda.

## Posicionamiento
| Lista (2001-2002)                 | Máxima posición |
| --------------------------------- | --------------- |
| Alemania (Media Control AG)       | 27              |
| Austria (Ö3 Austria Top 40)       | 33              |
| Bélgica (Flandes) (Ultratop 50)   | 14              |
| Dinamarca (Tracklisten)           | 15              |
| Eurochart Hot 100                 | 8               |
| Guatemala (Notimex)               | 2               |
| Irlanda (IRMA)                    | 1               |
| Italia (FIMI)                     | 27              |
| Nicaragua (Notimex)               | 5               |
| Noruega (VG-lista)                | 12              |
| Nueva Zelanda (Recorded Music NZ) | 4               |
| Países Bajos (Dutch Top 40)       | 18              |
| Reino Unido (UK Singles Chart)    | 1               |
| Rumania (Romanian Singles Chart)  | 24              |
| Suecia (Sverigetopplistan)        | 3               |
| Suiza (Schweizer Hitparade)       | 37              |

Nota: La canción estuvo en el n.º 2 también en el VIVA Lesercharts, de Alemania.

### Sucesión en listas
| Anterior: «Because I Got High» de Afroman | UK Singles Chart — Sencillo N°. 1 11 de noviembre de 2001 - 17 de noviembre de 2001    | Siguiente: «If You Come Back» de Blue            |
| Anterior: «Because I Got High» de Afroman | Irish Singles Chart — Sencillo N°. 1 10 de noviembre de 2001 — 23 de noviembre de 2001 | Siguiente: «Sweet Caroline» de Dustin the Turkey |